# شحات

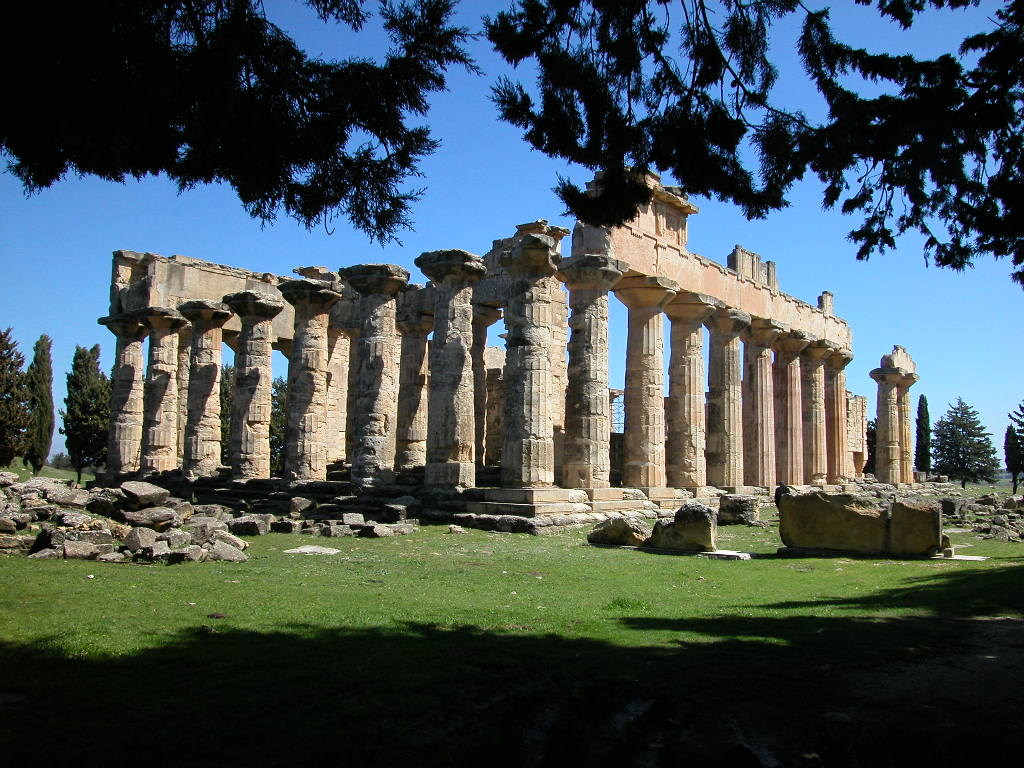
موقع شحات (قورينا) الأثري.

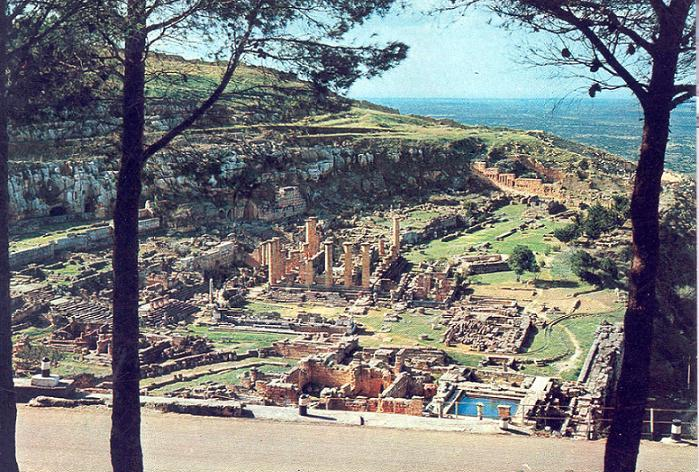
منطقة الأغورا في قوريني.

شحات أو قورينة (باليونانية: Κυρήνη – Kyrēnē) مدينة تاريخية أسسها الإغريق في الجبل الأخضر في أقصى شمال شرق ليبيا وتبعد عن مدينة البيضاء بحوالي بـ10كم، وتعتبر شحات ثاني كبرى مدن محافظة الجبل الأخضر بعد مدينة البيضاء. واسمها التاريخي هو الذي منح منطقة شرق ليبيا اسم قورينائية أو «سيرينايكا». تتبع المدينة حاليا محافظة الجبل الأخضر.
ترتبط شحات مع مدينة درنة بطريقين، الأول هو الطريق الرئيسي الداخلي المار بالقبة (وهو جزء من الطريق الساحلي الليبي)، والثاني هو الطريق الساحلي المار بسوسة، ورأس الهلال.
كما تشتهر المدينة بإقامة مهرجانات ثقافيه وأنشطة رياضية بعد ثورة السابع عشر من فبراير كما أُسست مؤخراً فيها صحيفة تُدعى «سيريني» وأُفتُتِح فيها راديو «قوريني» المحلي.

## أصل الاسم

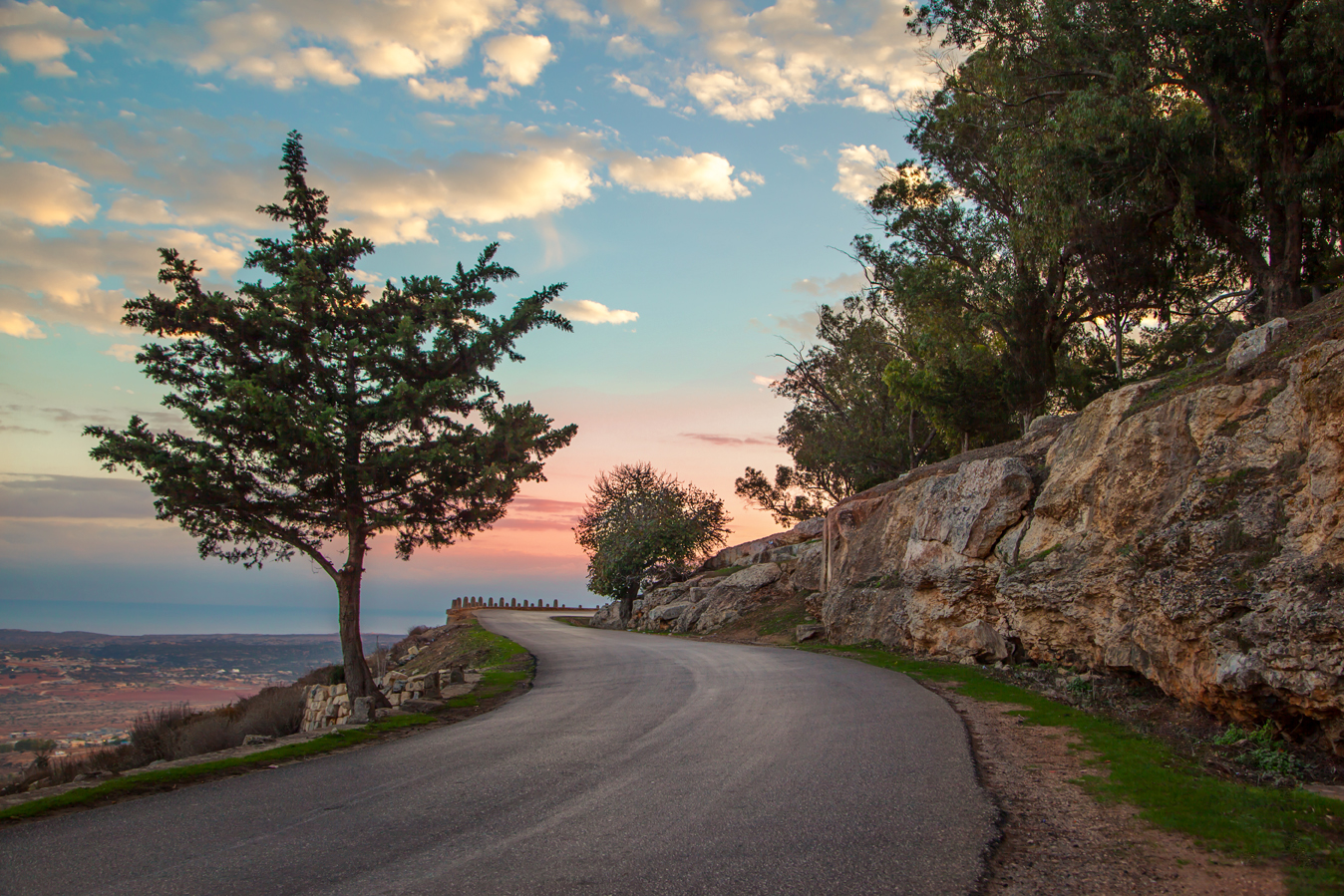
مدينة شحات الحديثة

تسمى هذه المدينة «قورينا» أو «سيرين» وهي من أجمل مدن ليبيا تاريخا وحضارة بل وأصبحت من أحد أجمل عشر مدن في العالم العربي حيث تحتل المرتبة الثالثة.[بحاجة لمصدر]
، وكأفضل معلم أثري سياحي من بين أكثر من 160 مدينة في العالم شاركت في معرض لندن. تذكر أسطورة إغريقية ان اسم «سيرين» جاء من اسم حورية شاهدها أبولو وهي تقتل أسد بيديها.
أما التسمية الحالية «شحات» أطلقت عليها بسبب شح المياه حيث كانت توجد بها عيون نضبت فيها المياه لذا كانت تعرف بالعيون الشاحات ثم أُختصر الاسم إلى شاحات ثم حرف إلى الاسم الحالي «شحات».[بحاجة لمصدر]

## تأسيس المدينة
أسست في حدود سنة 631 ق. م عن طريق بعض المغامرين الإغريق وكان باتوس أول حاكم للمدينة ولمدة 40 سنة. وشهدت أوج ازدهارها من نشاط زراعي وتجاري في القرن الرابع قبل الميلاد.

## تاريخ المدينة

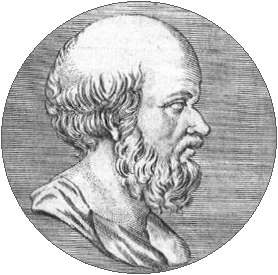
عالم الرياضيات إراتوستينس، أحد أعلام المدينة.

تبعث إداريا كل الإمبراطوريات التي تعاقبت على حكم شمال ليبيا من الجمهوريين سنة 414 ق م إلى الإسكندر الأكبر والحكام الإغريق سنة 332 إلى الرومان 96 ق م إلى البيزنطيين 324 م إلى الفتح الإسلامي 635 م.
ويوجد بها مطار الابرق التابع لمدينة شحات

## عظمة المدينة

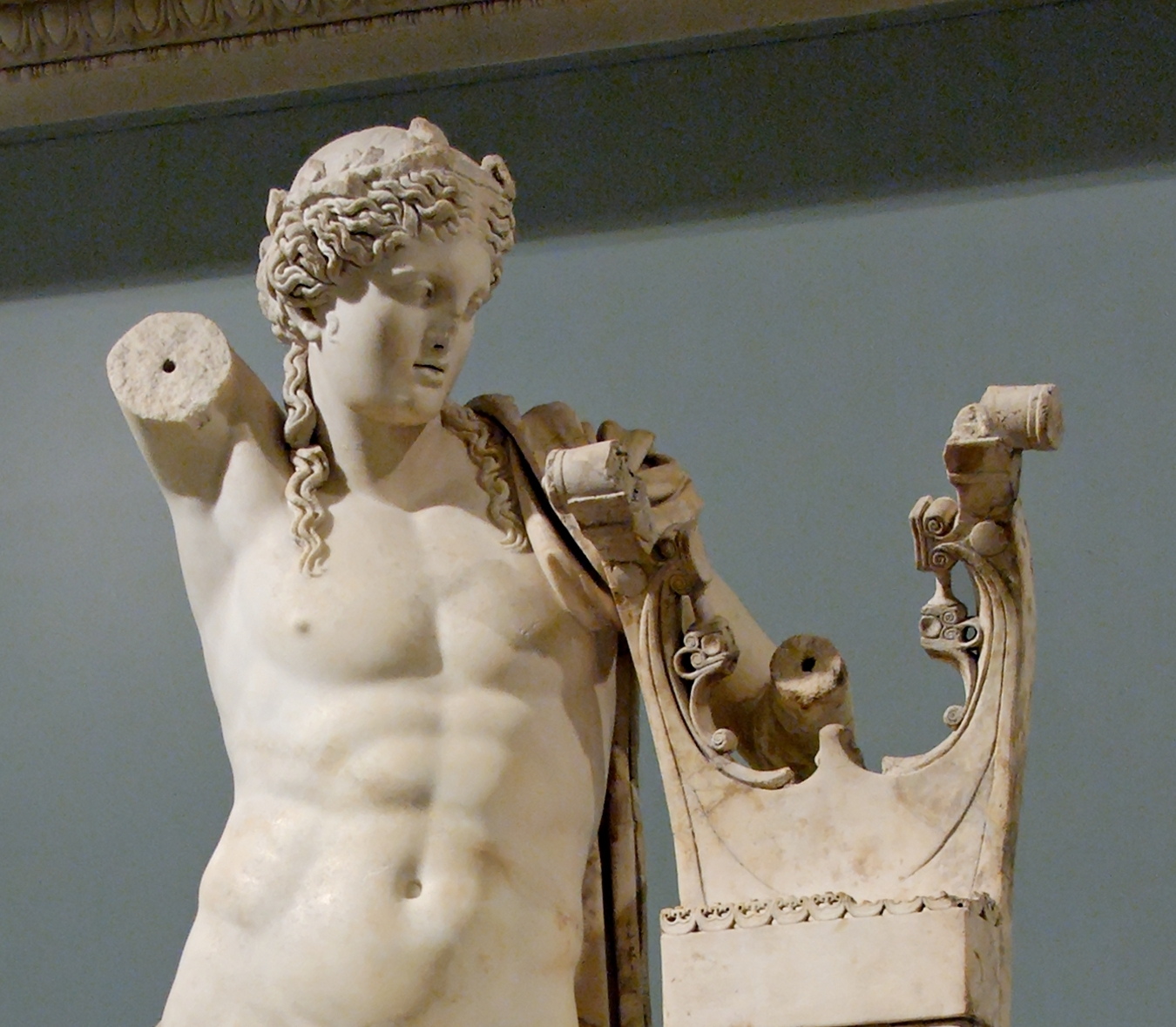
تمثال أبولو واحد من آثار قورينا. حملها المستكشف البريطاني روبرت موردوخ سميث إلى بريطانيا في القرن التاسع عشر.

تتميز المدينة بالحمامات اليونانية ومعبد زيوس الذي تأسس في القرن الخامس قبل الميلاد ومعبد أبولو وغيره من المعابد والأغورا ومجلس الشورى، وقلعة الاكرابوليس. وفي العهد الروماني أدخل بعض التحويرات على المباني اليونانية وشيد الكثير من المباني الجديدة ومنها الحمامات الرومانية والمسرح ورواق هرقل والكثير من المعابد والنصب، والسور الخارجي الذي بني في القرنين الأول والثاني للميلاد، كما يوجد العديد من الكنائس التي تعود للعهد البيزنطي. وسبق أن زارها عدد من الشخصيات بينهم الفيلسوف الإغريقي أفلاطون.

## المدينة في الإنجيل والتوراة
ذكرت شحات (قورينة) في النسخة العربية من الانجيل باسم القيروان: مرقس 15-21 «فسخّروا رجلا مجتازاً كان آتيا من الحقل وهو سمعان القيرواني أبو ألكسندرس وروفس ليحمل صليبه». كما ذكرت في التوراة في سفر المكابيين.

## شخصيات مشهورة من قورينا
- سمعان القيرواني (simon of cyrene) أحد الحواريين وهو من حمل الصليب الذي صلب عليه المسيح بحسب الروايات.
- القديس مرقس (saint mark) مؤسس الكنيسة الإسكندرية وهو من نشر المسيحية في شمال أفريقيا.
- كَلّيماخوس أو كاليماخوس القوريني (باليونانية: Καλλίμαχος): باحث وفيلسوف وشاعر إغريقي ولد بقورينة في حوالي سنة 305 ق.م. ودرس في أثينا حيث عمل باحثا وتوفي بها العام 240 ق.م.
- ارستيبس (Aristippus) فيلسوف عظيم.
- ارستوثانيس (Eratosthenes) جغرافي وهو أول من حسب قطر الأرض ويطلق عليه والد الجغرافيا (the father of geography).

## الوصلات الخارجية
- جولة في شحات على يوتيوب
- صور ومعلومات
- شحات (قورينا)- ملف الصور- موقع مندوبية ليبيا لدى اليونسكو